# Contrafacia mexicana
Contrafacia mexicana är en fjärilsart som beskrevs av Johnson 1989. Contrafacia mexicana ingår i släktet Contrafacia och familjen juvelvingar. Inga underarter finns listade i Catalogue of Life.